# Мија Фири
Мија Фири (енгл. Mia Phiri; Јоханесбург, 5. мај 2003), замбијска је пливачица, учесница олимпијских игара и вишеструка национална рекордерка и првакиња, чија ужа специјалности су спринтерске трке слободним и леђним стилом.

## Спортска каријера
Мија је рођена 5. маја 2003. у јужноафричком Јоханесбургу, од оца Гаја Фирија, некадашњег полупрофесионалног фудбалера и мајке Никол Ен Шарп.
Мија је успешно дебитовала за сениорску репрезентацију Замбије са свега 13 година, на Афричком зонском првенству (зона 4) првенству у Булавају 2017, где је успела да освоји и прву медаљу у кријери, сребро на 50 метара леђним стилом. Већ наредне године на истом такмичењу освојила је и прво злато у трци на 100 метара делфин стилом. Исте године проглашена је и за најбољу замбијску пливачицу, а поменуто признање припало јој је и годину дана касније.  
Године 2018. учествовала је и на Олимпијским играма младих у Буенос Ајресу, где је остварила пласмане на 30, односно 36. место у спринтерским тркама на 50 слободно и 50 леђно. У наредне две године постигла је запажене успехе на зонским такмичењима у Африци. Прво у Виндхуку 2019. где осваја чак пет медаља (злато и по два сребра и бронзе), а потом и у Габоронеу где осваја 2 златне и по једну сребрну и бронзану медаљу.  
На светским првенствима је дебитовала у Фукуоки 2023 — 52. место на 50 слободно и 42. место на 50 метара леђним стилом. Нешто боље резултате постигла је на наредном првенству света у Дохи 2024 — 49. место на 50 слободно и 34. место на 50 леђно (у обе трке у оба наврата је успела да исплива личне рекорде). 
На Панафричим играма 2024. у Акри освојила је две бронзане медаље у тркама на 50 метара слободним и 50 метара леђним стилом, поставши тако првом женом у историји замбијског пливања која је освојила две медаље на једним Панафричким игрма.
Захваљујући специјалној позивници дебитовала је на Олимпијским играма у Паризу 2024. године. У Паризу је пливала у квалификацијама трке на 50 метара слободним стилом. Наступила је у седмој квалификационој групи где је пливала у стази 1, и са временом од 26.49 секунди заузела је седмо место у својој квалификационој групи, односно укупно 32. место у конкуренцији 79 такмичарки.